# Calavera Lunar
Calavera Lunar és un personatge creat per Albert Monteys. La seva primera aparició va ser l'any 1995, dins de Calavera Lunar 237. Aquest còmic, que va ser l'únic de la sèrie, va ser escrit amb l'objectiu de ser publicat pel Saló del Còmic de Barcelona de 1995. Calavera Lunar és un personatge vestit amb roba d'astronauta, però amb una calavera flotant com a cap.
Després d'aquest primer número (numerat 237 de manera irònica), van passar diversos anys fins a la publicació de més històries, tot i la insistència dels fans. El retorn de Calavera Lunar va ser el 2007, per la revista gallega BD Banda i, més endavant, l'any 2000, per Norma en un especial de la revista Cimoc, com a preliminar a un possible projecte de col·lecció que finalment mai es va materialitzar. L'última història, la més llarga amb fins a 20 pàgines, Monteys la va escriure el 2022 per a la recopilació en un número integral d'Astiberri de tot el material publicat fins aquell moment, incloent-hi portades, acudits gràfics, editorials i cartes de seguidors fictícies.
El to dels còmics de Calavera Lunar és irònic i de sàtira, sobretot cap als còmics de superherois i de ciència-ficció.